# Krisztián Zahorecz
Krisztián Zahorecz (ur. 28 października 1975 w Szarvasu, zm. 21 grudnia 2019) – węgierski piłkarz, występujący na pozycji obrońcy.